# Jon Teske
Jon Teske (ur. 4 maja 1997 w Indianapolis) – amerykański koszykarz, występujący na pozycji środkowego, aktualnie zawodnik Lakeland Magic.
W 2021 reprezentował Orlando Magic podczas rozgrywek letniej ligi NBA.
14 stycznia 2022 dołączył po raz kolejny do składu Lakeland Magic.

## Osiągnięcia
Stan na 25 stycznia 2022, na podstawie, o ile nie zaznaczono inaczej.
NCAA
- Wicemistrz NCAA (2018)
- Uczestnik rozgrywek Sweet 16 turnieju NCAA (2017–2019)
- Mistrz turnieju konferencji Big 10 (2017, 2018)
- MVP turnieju Battle 4 Atlantis (2020)
- Laureat nagród:
  - U-M's Rudy Tomjanovich Most Improved Player (2019)
  - U-M's Loy Vaught Rebounding Award (2019)
- Zaliczony do:
  - I składu turnieju Battle 4 Atlantis (2020)
  - składu honorable mention Big 10 (2019)
- Lider Big 10 w blokach (75 – 2019)[4]
- Zawodnik tygodnia:
  - NCAA (1.12.2019 według USBWA)
  - Big Ten (2.12.2019)

Drużynowe
- Mistrz G-League (2021)